# Chromatomyia torrentium
Chromatomyia torrentium är en tvåvingeart som beskrevs av Griffiths 1980. Chromatomyia torrentium ingår i släktet Chromatomyia och familjen minerarflugor. Inga underarter finns listade i Catalogue of Life.